# Nemophora bispina
Nemophora bispina (лат.) — вид длинноусых молей рода Nemophora (Adelidae). Китай: Хунань, Гуандун.

## Описание
Переднее крыло 7,2 мм; размах крыльев 15,3 мм. От близких видов (N. violellus) отличается следующими признаками: 1) базальная 1/7 часть антенны чёрная, а апикальная — чёрно-белая; 2) тёмно-коричневые или чёрные волоски на вершине смешаны с беловатыми; 3) вальва гениталий узкая и треугольная, с небольшим цифровым отростком на каждом боковом основании; 4) винкулум относительно длинный, около 3,4 × длины вальвы; 5) фаллос с парой длинных склеротизованных шипов на вершине. Губной щупик 3-сегментный, короткий или средней длины, с густыми приподнятыми волосками. Максиллярный щупик рудиментарный. Голени передних ног имеют апикальные эпифизы; задние голени покрыты густыми волосками.
Переднее крыло ланцетовидное, длина около 3,1 × ширины; цвет основания равномерно тёмно-коричневый до чёрного, с металлическим золотисто-фиолетовым блеском, особенно в вершинной части; реснички чёрные с фиолетовым блеском; жилка R3 разделена с R4. Заднее крыло тёмно-коричневое, вершинная часть чёрная; реснички тёмно-коричневые; жилка Rs стебельчатая с M1 в базальной 1/3. Брюшко тёмно-коричневое до чёрного с чёрным.